# Las Flores II
Pour les articles homonymes, voir Las Flores.
Las Flores II est un grand immeuble résidentiel situé dans le quartier de Villa Las Flores, Santa Fe (Argentine).
C'est un quartier bien connu dans la ville, comment une œuvre de grande foi, comme qui abrite de nombreuses familles aujourd'hui. Il a été construit entre 1978 et 1984, occupant la partie nord de la ville. Son voisin, Las Flores I, dans son ensemble le logement complexe symbiotique Villa Las Flores.
Il a été rapidement occupé et se compose de 18 immeubles de 4 étages (y compris de-chaussée) et 10 tours de 11 étages, sans compter aussi le niveau de la rue.[pas clair]